# Antsiranana (tỉnh)
Tỉnh Antsiranana là một tỉnh của Madagascar với diện tích 43.406 km². Dân số thời điểm tháng 1 năm 2001 là 1.188.425 người. Tỉnh lỵ là Antsiranana.
Tỉnh Antsiranana giáp các tỉnh:
- Toamasina - đông nam
- Mahajanga - tây nam

## Đơn vị hành chính
- 1. Ambanja
- 2. Ambilobe
- 3. Andapa
- 4. Antalaha
- 5. Antsiranana (nông thôn)
- 6. Antsiranana (đô thị)
- 7. Nosy-Be
- 8. Sambava
- 9. Iharana